# Christophe Dabiré

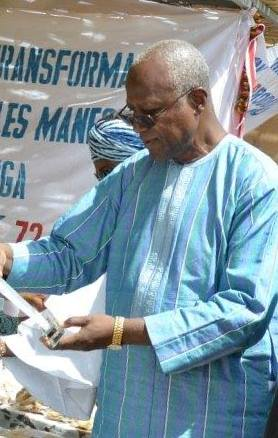
Christophe Dabiré (2019)

Christophe Joseph Marie Dabiré ist ein burkinischer Politiker. Er war vom 24. Januar 2019 bis zum 9. Dezember 2021 Premierminister von Burkina Faso, danach nur noch geschäftsführend im Amt. 

## Leben
Dabiré war von 1984 bis 1988 unter Thomas Sankara als Direktor für Studien und Projekte im Ministerium für Wirtschaft und Planung tätig. Danach wurde er Generaldirektor für Zusammenarbeit im Ministerium für Wirtschaft und Planung. Diese Position hatte er bis 1992 inne.
Ab 1992 leitete Dabiré die Gesundheitsabteilung, bis er 1997 für Burkina Fasos Abteilung für Sekundarbildung, Hochschulbildung und wissenschaftliche Forschung zuständig war, eine Position, die er bis 2000 innehatte. Während dieser Zeit war er Mitglied der Nationalversammlung für die Partei Kongress für Demokratie und Fortschritt. Nach seiner Wiederwahl in die Nationalversammlung im Jahr 2002 war Dabiré weitere fünf Jahre Abgeordneter.
Nach dem Rücktritt von Paul Kaba Thieba und seinem Kabinett wurde er von Präsident Kaboré zum Premierminister ernannt. Am 8. Dezember 2021 kündigte Präsident Roch Marc Christian Kaboré die Ämter seines Premierministers Christophe Marie Joseph Dabiré, Verfasser eines „Rücktrittsschreibens“, mit dem automatisch das Amt der gesamten Regierung endete.